# Chevron Corporation
Chevron Corporation – amerykańska, międzynarodowa korporacja branży energetycznej, z siedzibą w San Ramon w Kalifornii. Ma swoje oddziały w przeszło 180 państwach na świecie, zaangażowana jest w każdy aspekt przemysłów: naftowego, gazowego, geotermalnego, w tym w wydobycie oraz produkcję, rafinację, marketing oraz transport, wytwarzanie oraz sprzedaż chemikaliów, wytwarzanie energii. Firma należy do szóstki największych korporacji paliwowych świata. Przez ostatnie pięć lat była corocznie umieszczana na liście 5 największych amerykańskich korporacji rankingu Fortune 500. Według badań z 2019 r., Chevron, z emisją 43,35 miliarda ton ekwiwalentu CO2 od 1965 r., był firmą na drugiej pozycji pod względem wielkości emisji na świecie w tym okresie.

## Historia
Początki Chevron Corporation sięgają drugiej połowy XIX wieku, kiedy odkryte zostały złoża ropy w Pico Canynon, na północ od Los Angeles w Stanach Zjednoczonych. Odkrycie to spowodowało powstanie w 1879 roku firmy Pacific Coast Oil Company, najstarszego przodka Chevronu.
W roku 1895 firma wypuściła na wody Kalifornii pierwszy w tym stanie tankowiec – George Loomis – który mógł przetransportować aż 6500 baryłek ropy naftowej na trasie pomiędzy Venturą, a San Francisco.
Chevron Corporation powstała początkowo pod nazwą Standard Oil Co. (California), pośród upadku wskutek nowego prawa antytrustowego spółki paliwowej Standard Oil, której założycielem był John D. Rockefeller. W roku 1926 nazwa firmy została zmieniona na Standard Oil Co. of California, w skrócie SoCal. W 1933 SoCal uzyskała koncesję od Królestwa Arabii Saudyjskiej na poszukiwania ropy naftowej na terenie tego państwa. Poszukiwania zakończyły się pełnym sukcesem w 1938. W 1944 powstała spółka Arabian American Oil Company (ARAMCO), która rozwinęła się ze spółki California-Arabian Standard Oil Company, spółki córki należącej do SoCal, która odpowiadała za działania korporacji na terenie Arabii Saudyjskiej.
W 1948 korporacja odkryła złoże Ghawar, które – jak się później okazało – do dziś pozostaje największym złożem ropy naftowej na świecie. Pierwsza ropa ze złoża Ghawar popłynęła w 1951.
W 1973 rząd Arabii Saudyjskiej rozpoczął wykupywanie udziałów w ARAMCO, by jeszcze przed 1980 przejąć firmę. W 1988 nazwa firmy została zmieniona na Saudi Arabian Oil Company, w skrócie Saudi Aramco.
W 1984 nastąpiła fuzja SoCal z firmą Gulf Oil. Zgodnie z ustawą antytrustową, SoCal musiała pozbyć się wielu czynnych spółek zależnych Gulfa, ponadto sprzedała kilka stacji oraz rafinerię we wschodniej części USA. Nazwa SoCal została zmieniona na Chevron Corporation.
W styczniu 1996, Chevron oraz NGC Corporation ogłosiły plany, by połączyć część Chevronu odpowiedzialną za Gaz ziemny z korporacją NGC. Stosowne porozumienie o połączeniu interesów tych dwóch korporacji zostało zawiązane z dniem 23 maja 1996 roku. Zgodnie z umową, Chevron przetransferowała na NGC procesy związane z wydobyciem gazu, obsługą i marketingiem, w zamian za w przybliżeniu 25 procent udziałów w NGC. 30 sierpnia 1996 roku akcjonariusze zatwierdzili porozumienie. W 1998 nazwa korporacji NGC została zmieniona na Dynegy Inc.
15 października 2000 roku Chevron ogłosiła plany przejęcia korporacji Texaco, stworzenia drugiej pod względem wielkości korporacji paliwowej w Stanach Zjednoczonych oraz czwartej co do wielkości korporacji handlującej ropą naftową na świecie, o łącznej wartości rynkowej około 95 miliardów dolarów. 9 października 2001 akcjonariusze Chevronu i Texaco zatwierdzili fuzję, a Chevron Corporation zmieniła nazwę na ChevronTexaco. Transakcja była wyceniana na 45 miliardów dolarów.
9 maja 2005 roku ChevronTexaco ogłosiła decyzję o usunięciu wyrazu „Texaco” z nazwy, powracając tym samym do nazwy Chevron. Texaco istnieje dalej, jako nazwa marki w Chevron Corporation.
4 kwietnia 2005 roku, Chevron ogłosiła plany kupienia Unocal Corporation za 18,4 miliarda dolarów, zwiększając dzięki temu swoje rezerwy paliwowo-gazowe o około 15 procent. 10 sierpnia 2005 roku, akcjonariusze Unocal Corporation zatwierdzili przejęcie korporacji przez Chevron. Transakcja była wyceniana na 18 miliardów dolarów.
W lipcu 2010 roku, Chevron zakończyła sprzedaż detaliczną w kilku stanach na wschodzie USA. Loga Chevronu oraz Texaco zniknęły z około 1100 niezależnych stacji benzynowych w takich stanach jak Delaware, Indiana, Kentucky, Karolina Północna, New Jersey, Maryland, Ohio, Pensylwania, Karolina Południowa, Wirginia, Wirginia Zachodnia, Waszyngton oraz z części stanu Tennessee.
9 listopada 2010 Chevron ogłosiła przejęcie korporacji Atlas Energy. Fuzja została zatwierdzona przez akcjonariuszy z datą 18 lutego 2011 roku. Transakcja została wyceniona na 4,3 miliarda dolarów.

## Krytyka firmy
W Nigerii za rządów Sani Abachy reżim wojskowy skazał na śmierć dziewięciu członków ludu Ogoni (m.in. Kena Saro-Wiwę). Ludność Ogoni od lat protestowała przeciw dewastacji środowiska spowodowanej przez takie firmy jak Shell, Elf, Agip, Mobil i Chevron w delcie rzeki Niger.
Chevron należy do grona firm, które osiągnęły zyski na wojnie w Iraku – koncern otrzymał tam licencję na wydobycie.
Chevron jako następca prawny Texaco w lutym 2011 roku został uznany przez ekwadorski sąd za winnego ogromnych zniszczeń i degradacji środowiska naturalnego w ekwadorskiej części Amazonii podczas wydobycia ropy w prowincji Sucumbios w latach 1967–1990. Sąd nałożył na koncern karę w wysokości 9,5 mld dol., o ile ten zaakceptuje swoją odpowiedzialność. Wobec braku zgody ze strony koncernu wysokość odszkodowania została zwiększona do 19 mld dol.
Proces zakończył sądową batalię pomiędzy koncernem a autochtoniczną ludnością Lago Agrio i okolic prowadzoną od listopada 1993 roku, kiedy to do sądu w Nowym Jorku wpłynął pozew złożony przez Cristobala Bonfaza reprezentującego poszkodowaną ludność. W wyniku zabiegów koncernu proces po dziewięciu latach został przeniesiony do Ekwadoru, gdzie ruszył od nowa.
Szacuje się, że poważnemu skażeniu przez wylewanie toksycznych odpadów procesu wydobycia i wstępnego przetworzenia ropy uległo 1,5 tysiąca mil kwadratowych lasów deszczowych.
Mimo wyroku i ewidentnych dowodów świadczących na niekorzyść koncernu odszkodowanie nie zostało wypłacone. W 2012 roku Amerykański Sąd Najwyższy odrzucił wniosek Chevrona, który chciał uzyskać ochronę przed wyrokiem sądu w Ekwadorze.
W styczniu 2022 grupa handlowa reprezentująca Chevron, General Electric i inne wielkie korporacje amerykańskie działające na rynku rosyjskim, po zapowiedzi sankcji skierowanych przeciw Rosji w razie ataku na Ukrainę, wystąpiła do Białego Domu z prośbą o zachowanie ostrożności w przypadku sankcji, umożliwienia firmom wypełnienie aktualnych zobowiązań i wyłączenie niektórych produktów z sankcji. Równocześnie duże firmy energetyczne naciskały na Kongres, aby ograniczyć czas i zakres sankcji. 20 marca 2022 grupa hakerska Anonymous opublikowała na Twitterze wezwanie do firm (m.in. Chevron), które nadal działają w Rosji, "płacąc podatki do budżetu zbrodniczego reżimu Kremla: Wycofajcie się z Rosji! Dajemy wam 48 godzin, bo inaczej staniecie się naszym celem!".